# Cerasmatrichia trinitatis
Cerasmatrichia trinitatis är en nattsländeart som beskrevs av Flint, Harris och Lazar Botosaneanu 1994. Cerasmatrichia trinitatis ingår i släktet Cerasmatrichia och familjen smånattsländor. Inga underarter finns listade i Catalogue of Life.